# Robert Mitchum est mort
Pour plus de détails, voir Fiche technique et Distribution.
Robert Mitchum est mort est un film  belgo-français réalisé par Olivier Babinet et Fred Kihn, sorti en 2010.

## Synopsis
Road movie direction la Pologne puis la Norvège pour le manager Arsène, et son acteur Franky, en quête d'un cinéaste adulé, pour un projet de film.
Le film met en scène deux personnages : Franky Pastor, acteur marginal n'ayant joué qu'une scène de polar de série B, qui sombre dans une profonde dépression après l’échec de plusieurs castings et Arsène (joué par Olivier Gourmet), ancien rockeur reconverti en manager aux mœurs discutables, convaincu que Franky a un potentiel de star. Etant incapable de motiver Franky, Arsène vole une voiture dans une concession et l'embarque de force, en direction d’un festival au Cercle polaire, où leur cinéaste fétiche, Georg Sarrineff, serait en train de préparer un film. Sur la route, le duo croise Douglas, un sans-papiers, musicien mutique et énigmatique, qui se cache dans le coffre de la voiture pour passer les frontières. Le trio "foireux" poursuit sa route, entre espoirs et désillusions, aidés par une représentante en produits pharmaceutiques qui leur fournira les vitamines et amphétamines nécessaires pour rester attentifs le long du périple. ils atteignent une aire  au‑delà du Cercle polaire, en fait un parking d'hôtel où sont installés quelques Barnums pour le modeste festival local. La rencontre avec Georg Sarrineff, dans un anonyme restaurant leur révèlera toute l'absurdité de cette quête entre solitude, amitié bancale et illusion cinéphile.

## Fiche technique
- Titre : Robert Mitchum est mort
- Réalisation : Olivier Babinet et Fred Kihn
- Assistants de réalisation : Bertrand Delpierre et Julie Laugier
- Scénario : Olivier Babinet et Fred Kihn
- Production : André Logie, Joachim Lyng et Dawid Szurmiej
- Directeurs de Production : Yannick Dupas et Andrzej Bestak
- Montage : Yann Dedet et Thomas Marchand
- Assistante monteuse : Minori Akimoto
- Photographes de plateau : Edouard Calipeil et Stéphanie Jayet
- Décorateurs : Pierre Pell, Joanna Bialousz et Torunn Anfinsen
- Effets speciaux : Fred Tribolet et Pierre Mazingarbe
- Accessoiristes : Emilie Boutillez, Alexandre Midy, Catherine Coustère
- Costumiers : Fred Cambier, Anira Brzezik, Nina Erdahl
- Régisseur : Michel Sutyla,
- Directeur de la photographie : Timo Salminen
- Musique : Étienne Charry
- Son : Quentin Colette, Laurent d'Herbecourt et Benoit Biral
- Studio son : Tranquille le chat
- Pays d'origine :  France -  Belgique
- Format : couleur
- Genre : drame
- Durée : 91 minutes
- Date de sortie : 2010

## Distribution
- Olivier Gourmet : Arsène Meyer
- Pablo Nicomedes : Franky Pastor de son vrai nom Cosme Castro
- Bakary Sangaré : Douglas
- Danuta Stenka : Katia
- André Wilms : Le Texan / Ströller
- Nils Utsi (en) : Georg Sarrineff
- Wojciech Pszoniak : Le recteur de l'école
- Ewelina Walendziak : L'étudiante polonaise

## Récompenses et sélections en festivals
- Festival Premiers Plan Angers - Grand Prix du Jury
- Raindance London - Nominee Best First Film
- Avanca 2011 - Special Mention Of The jury
- Festival du film de Dieppe - Prix D'Interprétation
- Prix de L’insolite
- Cannes 2010 - Sélection Acid
- Cleveland Film Festival – compétition officielle
- Midnight Sun Festival – compétition officielle
- Milano film festival - Ouverture de la compétition officielle
- Festival international de Mar del Plata Panorama - Senses of Humor
- Festival international du film de Thessalonique - Open Horizons
- Warsaw film festival - Free spirit Competition
- L’Etrange Festival - Compétition officielle
- Festival francophone de Tubïngen - Compétition officielle
- Festival francophone de Namur - Compétition officielle

## Projet et réalisation
Le film a été tourné en Pologne et en Norvège.

## Anecdotes
- Pourquoi  avoir choisi le nom de Robert Mitchum ? Le film commence par une citation de Robert Mitchum déclarant que si Rintintin pouvait devenir une star, alors lui aussi aurait toute les chances de parvenir à ce statut.  En clair, il faut toujours garder l'espoir en son esprit, dans sa quête de reussir, cr même un chien y est parvenu.
- A noter que lorsque Katia questionne Franky pour connaitre son vrai nom (Franky Pastor ayant été choisi par le manager), l'acteur lui répond qu'il se nomme Cosme Castro (qui est le nom de Pablo Nicomedes), à 47 min 09.